# Артиков, Рифат Риматович
Рифат Риматович Артиков (род. 24 января 1983, Ташкентская область) — узбекский легкоатлет, специалист по многоборьям. Выступал за сборную Узбекистана по лёгкой атлетике в 2001—2012 годах, бронзовый призёр чемпионата Азии в помещении, победитель и призёр первенств национального значения, участник летних Олимпийских игр в Лондоне.

## Биография
Рифат Артиков родился 24 января 1983 года в Ташкентской области Узбекской ССР.
Впервые заявил о себе в лёгкой атлетике на международном уровне в сезоне 2001 года, когда вошёл в состав узбекской национальной сборной и выступил на юниорском азиатском первенстве в Бандар-Сери-Бегаване, где в программе десятиборья стал шестым.
В 2002 году выиграл бронзовую медаль на юниорском азиатском первенстве в Бангкоке, занял 16-е место на юниорском мировом первенстве в Кингстоне.
В 2004 году побывал на чемпионате Азии в помещении в Тегеране, откуда привёз награду бронзового достоинства — в семиборье установил личный рекорд (5299 очков), уступив только Павлу Дубицкому из Казахстана и Ахмаду Хусейни из Ирана.
На чемпионате Азии в помещении 2006 года в Патайе был пятым в семиборье.
В 2007 году выступал в прыжках с шестом на чемпионате Азии в Аммане, но провалил все попытки и не показал никакого результата.
На чемпионате Азии 2009 года в Гуанчжоу стал шестым в десятиборье.
В 2010 году на Азиатских играх в Гуанчжоу вновь занял шестое место.
На чемпионате Азии 2011 года в Кобе досрочно завершил выступление в десятиборье. Ранее в этом сезоне на Кубке Узбекистана в Ташкенте установил свой личный рекорд — 7975 очков.
Благодаря череде удачных выступлений удостоился права защищать честь страны на летних Олимпийских играх 2012 года в Лондоне — набрал в сумме всех дисциплин десятиборья 7203 очка, расположившись в итоговом протоколе соревнований на 26-й строке.